# Neoplan Jumbocruiser
De Neoplan Jumbocruiser is een gelede-dubbeldeksbus, geproduceerd door de Duitse busfabrikant Neoplan Bus GmbH. De officiële benaming was Neoplan N138/4. De eerste bus van deze reeks werd tussen 1975 en 1992 gebouwd. Met een lengte van 18 m, een hoogte van 4 m, een breedte van 2,5 m en een capaciteit van 170 passagiers, staat deze bus in het Guinness Book of Records als grootste bus die op de openbare weg kan en mag ooit. Er is één bus groter, de Neoplan Airliner N 980 Galaxy Lounge, echter deze bus wordt alleen maar op vliegvelden gebruikt en mag niet op de openbare weg komen.

## Geschiedenis
De Jumbocruiser werd voor het eerst in 1975 gebouwd, maar kwam nooit in volledige productie. In totaal werden slechts 11 voertuigen geproduceerd. De eerste tien modellen hadden de motor en de aandrijfas in het midden van het voertuig. De motor was gevestigd in een aparte behuizing onder het gewricht. Het elfde en laatste voertuig van deze serie werd ontwikkeld als gelede duwbak. De specialiteit van deze touringcar is het feit dat een overgang mogelijk is op het bovendek.
Een Jumbocruiser, met 'zeer comfortabele stoelen' voor 80 passagiers, bediende een route van België naar Spanje en werkte op een hoge frequentie. Dit voertuig was betrokken bij een aantal ongevallen. In eerste instantie werd gedacht dat het ongeval veroorzaakt werd door een probleem in het ontwerp, maar werd later toegeschreven aan fouten van de chauffeurs.
Van de elf voertuigen hadden negen voertuigen van dit type niet meer de oorspronkelijke functie van touringcar. Dit is voornamelijk te wijten aan het feit dat landen als Frankrijk toen het reizen met een gelede bus weigerden of dure oplages oplegden. Hierdoor moesten touroperators op zoek gaan naar goedkopere alternatieven. Ook de vierassige 15-meter dubbeldekker Neoplan Megaliner met twee voorste assen kon daardoor niet doorbreken.

## Externe link

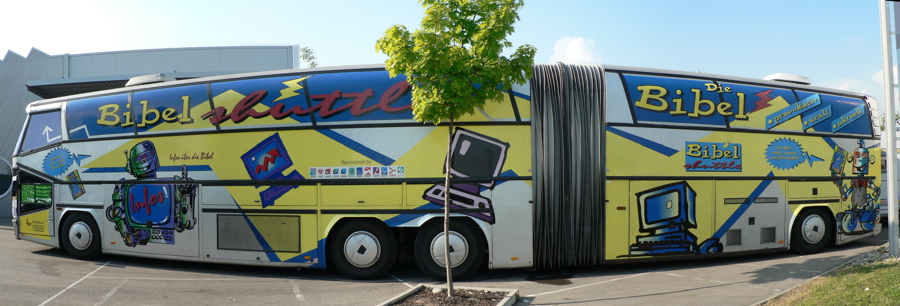
Een unieke Neoplan Spacelongliner, die geen benedendek heeft. Deze bus is nu in handen van Rotary Motorsport.